# 加勒比海盗4：惊涛怪浪
《加勒比海盗4：惊涛怪浪》（英語：Pirates of the Caribbean: On Stranger Tides）是2011年的奇幻冒险片，加勒比海盗系列电影第四弹。羅伯·馬歇爾取代前三集导演高爾·韋賓斯基执掌本片，傑瑞·布洛克海默继续出任制片人。
编剧从蒂姆·鲍沃斯的同名小说汲取灵感，讲述“黑珍珠号”海盗船船长杰克·斯派罗在寻找传说中青春之泉时遇上了旧情人安吉丽卡，她强迫杰克登上臭名昭著海盗黑胡子的复仇女王安妮号，安吉丽卡正是黑胡子的女儿。两人均在寻找青春之泉：安吉丽卡想拯救父亲的灵魂，黑胡子是为逃脱独腿男的灭亡预言。哈克特·巴博沙船长摇身一变成为英國君主乔治二世的私掠船船長，与西班牙人一起搜寻青春之泉。影片经华特迪士尼电影公司2011年5月发行，20日在美国上映。放映形式采采取传统2D、IMAX和IMAX 3D三种同步。
本片的创作来源，实际是鲁西奥和艾略特在制作《加勒比海盗2：聚魂棺》和《加勒比海盗3：世界的尽头》过程中发现了蒂姆·鲍沃斯的小说《惊涛怪浪》并决定将其作为第4部电影的剧情基础。该片本打算由前三季度导演戈尔·维宾斯继续指导，但由于档期的冲突，制片人杰瑞·布鲁克海默不得不另寻他人而邀请了罗伯·马歇尔来执导这部影片。电影的前期准备工作于2007年－2008年美国编剧协会大罢工结束后开始，德普对编剧的工作予以了大力支持。而主体拍摄工作则在2010年6月开始，11月结束，为期106天。取景地点包括夏威夷、英国、波多黎各和加利福尼亚州。电影还使用了与2009年詹姆斯·卡梅隆的《阿凡达》类似的3D摄影机进行摄制，而影片视觉效果的制作则包括了10家公司的共同参与。
《加勒比海盗4：惊涛怪浪》上映后所获评价却不尽如人意，影评人批评电影情节脱节，杂乱无章，缺乏新意和原创性。但对于演员表演和导演的技巧，大家还是给予了一定程度的肯定。尽管评价褒贬不一，该影片仍然打破了多项票房纪录，截止11年後的2022年5月仍可以在忽略通货膨胀因素的世界电影票房排行总榜上排名第41位。

## 剧情
杰克·斯派罗船长（约翰尼·德普饰）到达伦敦试图营救大副约夏米·吉布斯（Joshamee Gibbs，凯文·麦克纳利饰）但没有成功，他被带到英王喬治二世跟前，后者要求杰克带队，抢在西班牙人以前找到青春之泉。杰克的死对头哈克特·巴博沙（杰弗里·拉什饰）在失去了「黑珍珠号」和一条腿后加入了英國皇家海軍进行私掠，他将是这次寻宝远征的指挥官。
杰克很快逃脱了，但他的父亲蒂格船长（Captain Teague，凯斯·理查德兹饰）找到他，并警告他有关青春之泉的考验，还透露有人正在假扮杰克招兵买马。杰克之后发现冒充者竟是自己以前的恋人安吉丽卡（Angelica，佩内洛普·克鲁兹饰），后者也是因残暴无情而臭名昭著的海盗黑胡子（伊恩·麦柯肖恩饰）的女儿。黑胡子会巫术，可以通过一把有魔力的剑来控制自己的船「安妮女王復仇號」（Queen Anne's Revenge）。
杰克被带上了黑胡子的船，并被强迫带路寻找胡安·庞塞·德莱昂的两个银色的圣杯，因为青春之泉的水只能用这两个杯子喝，其中一个杯子裡需要加上一滴人魚的眼泪。喝掉带人鱼眼泪这杯泉水的人将获得喝掉另一杯泉水的人余下的生命，而后者将立即死去。而在另一边，吉布斯成功将杰克的地图记下后销毁，迫使巴博沙饶他不死，由他来带路前往青春之泉。
黑胡子希望利用泉水的神奇力量化解有关「一位只有一条腿男人的诅咒」（巴博沙）。他们前往白帽湾（White Cap Bay），但在这里受到大群凶恶人鱼的攻击，不过黑胡子成功抓到了其中一条，船上的传教士菲利普·斯威夫特（Philip Swift，山姆·克拉弗林饰）爱上了这条人鱼，并给她起名叫西瑞娜（Syrena，阿斯特丽德·伯格斯·弗瑞斯贝饰），然后黑胡子派杰克去找那两个银杯。
杰克找到本应藏有银杯的地方时，巴博沙已经先行到达，而西班牙人拿到了银杯。不过巴博沙只是想找黑胡子报毁船断腿之仇，他与杰克联合起来前去不远处西班牙人的营地偷银杯。而西瑞娜被菲利普的爱感动，两人的感情被黑胡子利用，骗得了人鱼的眼泪，并强迫菲利普抛下西瑞娜随船离开。杰克与吉布斯带着银杯回来了，他与黑胡子进行谈判，同意帮后者找到青春之泉，但要求对方交还自己有魔力的指南针并放过吉布斯，黑胡子也同意了。
到达青春之泉所在地后，黑胡子和船员们见到了巴博沙和西班牙军队，西班牙国王斐迪南七世认为这处泉水是对神（指基督宗教徒所信仰的殘暴之神）的大不敬，因此派兵来将之毁灭。两方展开打斗，黑胡子被巴博沙沾有剧毒的剑刺中，安吉丽卡试图拔出剑时也意外割伤了自己。巴博沙索取黑胡子的魔法剑、安妮女王復仇號和船员来补偿自己的腿。与此同时，身受重伤的菲利普逃回到西瑞娜身边，后者找到西班牙人扔在水中的银杯交给杰克，并且亲吻了菲利普并将他带到水下而治好了他的伤。
杰克拿着银杯走到安吉丽卡和黑胡子身边，试图说服安吉丽卡喝下混有人鱼眼泪的泉水，但黑胡子竟要求自己的亲生女儿自我牺牲来延长他的生命。安吉丽卡同意并喝下了另一个杯子裡的水，但没想到杰克料到黑胡子会如此狠毒，因而早有准备，结果安吉丽卡喝下的才是真正混有人鱼眼泪的泉水，黑胡子反倒喝了另一杯，于是泉水的魔力很快夺去了他的生命。安吉丽卡虽然承认自己仍然爱着杰克，但后者担心她会一心要给父亲报仇，因此将她留在一个岛上。已经成为安妮女王復仇號船长的巴博沙辞去了在皇家海军的职位，回归海盗的老本行。
杰克找到了吉布斯，后者用指南针找到了「黑珍珠号」，原来船并没有被毁，而是被魔法缩小后像其他多艘黑胡子俘虏的船只一样放在一个瓶子裡。两人于是朝黑珍珠号的地点前进，决心继续过海盗的生活。而最後被留在岛上的安吉丽卡撿到了詛咒史傑克的巫毒娃娃。

## 演员
- 约翰尼·德普饰杰克·斯派罗，前「黑珍珠号」海盗船船长[6]；
- 杰弗里·拉什饰哈克特·巴博沙船长，杰克的死对头，也是前「黑珍珠号」船长[7]；
- 佩内洛普·克鲁兹饰安吉丽卡，杰克以前的恋人，黑胡子的女儿[8][9][10][11]；
- 伊恩·麦柯肖恩饰黑胡子，「安妮女王復仇號」船长[9][12]；
- 格雷格·埃利斯（Greg Ellis）饰西羅多爾·格罗夫斯少校，是喬治四世派去監視巴博沙船長之一舉一動的軍官（Lieutenant Commander Theodore Groves）[13]；
- 达米恩·奥哈尔（Damian O'Hare）饰吉列中尉，在第一集裡是倪靈頓准將的副官，在第四集則是喬治二世派去監視巴博沙船長之一舉一動的軍官（Lieutenant Gillette）[14]；
- 山姆·克拉弗林饰菲利普·斯威夫特[9][15]；
- 阿斯特丽德·伯格斯·弗瑞斯贝饰人魚，瑟琳娜[9][10]
- 李查·葛瑞夫斯饰英国国王乔治四世[16]；
- 斯蒂芬·格拉汉姆（Stephen Graham）饰斯克朗（Scrum）[17][18]；
- 凯文·麦克纳利饰约夏米·吉布斯，杰克的大副[13]；
- 凯斯·理查德兹饰蒂格船长，杰克的父亲[19]；
- 松崎悠希饰加横（Garheng）[20]；
- 茱蒂·丹契饰贵妇[21]；
- 奥斯卡·贾恩那达（Óscar Jaenada）饰西班牙人，斐迪南国王最信任的手下[10][22]；
- 吉瑪·沃德饰塔玛拉（Tamara），人魚；
- 罗比·凯饰船舱中的男孩；
- 伊恩·默瑟（Ian Mercer）饰军需官；
- 德里克·梅耶斯（Derek Mears）饰纠察长；
- 道比·欧帕瑞（Deobia Oparei）饰炮手；
- 丹尼·李·博耶（Danny Le Boyer）饰自耕农；
- 塞巴斯蒂安·阿梅斯托饰西班牙帝國国王斐迪南七世；
- 安东·莱瑟（Anton Lesser）饰约翰·加特利伯爵（Lord John Carteret）；
- 罗杰·阿拉姆（Roger Allam）饰英国首相亨利·佩勒姆；
- 保罗·贝兹利（Paul Bazely）饰萨拉曼（Salaman），复仇女王安妮号上的一位印度籍船员[23]。[24]

## 製作

### 發展
《加勒比海盗3：世界的尽头》首映前不久，制片人杰瑞·布鲁克海默表示该片将是三部曲的收宫之作，不过还是有可能会有衍生作品推出。但在影片上映获得开门红后，迪士尼公司总裁迪克·库克（Dick Cook）称对推出第4部作品很有兴趣。《洛杉磯時報》也报道公司购买了一本小说的电影改编版权。特里·鲁西奥和泰德·艾略特从2007年开始编写剧本，但之后因2007年－2008年美国编剧协会大罢工而中断，之后在2008年中期继续。2008年9月24日，迪士尼在杜比剧院举行一场活动，库克和穿上全套杰克·斯派罗船长服装的约翰尼·德普一起宣布第4部加勒比海盗系列电影已经在开发中。
2009年6月，布鲁克海默表示迪士尼希望加勒比海盗的第四部作品在《独行侠》之前上映，该片也是由他与约翰尼·德普、特里·鲁西奥和泰德·艾略特一起制作的，计划在2011年5月20日发行。他还希望计划将《生化奇兵》改编成电影的高爾·韋賓斯基回归执导本片。但由于后者已经于接拍动画长片《飆風雷哥》，因此布鲁克海默推荐了羅伯·馬歇爾，并称赞后者制作的“每一部电影都让我感到独一无二”。2009年7月21日，马歇尔同意执导，因为其中有“全新的故事和角色。感觉很新颖，这点对我来说很重要”。马歇尔还表示，他对与德普合作期待已久，这部电影将之变成了现实，而他以往作为编舞的工作经验对他的这次执导很有帮助，片中的“动作戏感觉就像是歌舞曲目”。2009年9月11日，迪斯尼的官方粉丝俱乐部）宣布电影片名为《加勒比海盗4：惊涛怪浪》。马歇尔前往迪士尼乐团参观了加勒比海盗主题公园景点来寻找灵感，片中有关银杯的思路就是在这一过程中引发的。剧组之后还拍摄了海盗“老比尔”（Old Bill）试图喂一只猫喝甜酒的戏，但之后剪掉了。
2009年，已为迪士尼工作38年的库克突然辞职。德普对本片的信心也因库克的离职而多少有些动摇，他对此解释道：「那个时候，我的热忱就像被泼了盆冷水。（因为）一切都是在那个办公室里开始的」。德普还表示，库克是为数不多的几位接受他扮演杰克·斯派罗风格的人：「当首部加勒比海盗电影有些不顺利，而且别的电影公司对我诠释角色的方式不怎么欣赏的时候，迪克一开始就选择了支持我。他相信我」。

### 编剧
编剧特里·鲁西奥和泰德·艾略特在制作《神鬼奇航2：加勒比海盗》和《神鬼奇航3：世界的尽头》过程中发现了蒂姆·鲍沃斯1987年的小说《驚濤怪浪》（On Stranger Tides），觉得这将给基于「新章节」制作的加勒比海盗电影一个良好的基础。迪士尼于2007年4月买下了该书的版权。鲁西奥表示，他和艾略特在看到该书前就已经考虑过把黑胡子和青春之泉加到故事中，「但每当你想到这些内容时，你就会想到鲍沃斯的小说。我们不可能在涉及这些内容时又完全与蒂姆的成就保持距离」。不过他们也表示这并不是完全根据小说改编的作品：「黑胡子是书中的角色，里面还提到了他的女儿。但杰克·斯派罗或巴博沙都不是。所以我觉得这还不算是改编作品」。鲁西奥称剧本是按照单独一部电影的风格编写的，「有点像詹姆斯·邦德之类的玩意儿」，而不是之前那三部曲的延续之作。他们希望可以「创作一个能够支持新角色的故事」，因为像威尔·特纳（Will Turner）这类的角色是不会再回来了。布鲁克海默还补充表示，他们决定“对故事作出一点精简，让它简单一点，没有那么多需要关注的角色”，因为《神鬼奇航3：世界的尽头》正是因为有太多角色和次要情节而导致影片实在太长。两人还决定在片中增加前作中提到的另一个海上神话元素：人鱼，鲍沃斯的小说中对之也有简略提及。人鱼的角色在剧本中得到了扩展，其中包括一场大范围的攻击桥段。
德普深入参与了故事创作，他经常与两位编剧见面，告诉对方自己的想法和兴趣，鲁西奥表示他们对此进行了广泛的讨论与合作。在德普的建议下，菲利普一角的身份改成了传教士，并且增加了一支西班牙特谴队。之后罗伯·马歇尔和执行制片人约翰·德卢卡（John DeLuca）也与两位编剧见面作出了另外一些改动安排，包括塑造女主角等。

### 演员选择
2008年9月，德普签订了回归出演杰克·斯派罗船长的合约，表示只要剧本好，他就会回归。近一年后，迪士尼宣布德普将因这一角色获得5550万美元的片酬，因为他们意识到要是没有德普，这个系列早就“死亡并且埋葬了”。杰弗里·拉什也表示自己有意回归出演巴博沙，布鲁克海默则在之后确认了拉什的加入。
拉什对巴博沙失去了一条腿的设计感到乐观，因为他觉得残疾会让这个角色“更愤怒，更有力度和韧性”，为了准确地表现出角色只剩一条腿而需使用拐杖行走，他必须与特技工作人员紧密合作，特别是拍摄斗剑场面的时候。剧组曾考虑用一条假腿挡住拉什自己的腿，但由于时间紧张而改为由演员穿上蓝色的袜子，之后再用色键技术进行数字调换，并且在拉什的鞋子裡装有旋钮，来给他参考走起路来的感觉。另外3位前作中的演员也有回归，分别是饰演约夏米·吉布斯的凯文·麦克纳利，扮演西奥多·格罗弗斯少校的格雷格·埃利斯和出演吉力特中尉的达米恩·奥哈尔。凯斯·理查德兹也在片中回归，客串出镜诠释蒂格船长一角，他还和德普一起试图请米克·贾格尔参加片中一个老海盗的试镜。之前三部影片的主演奥兰多·布鲁姆和凯拉·奈特莉表示他们不会出演本片，因为他们都已接拍其他电影。他们都认为有关自己角色的故事情节都已经彻底完结了。2010年2月5日，麦肯锡·克鲁克（Mackenzie Crook）也宣布他不会回归出演拉格蒂（Ragetti）一角：“他们还没问过我，但我其实一点都不介意。我特别喜欢系列的首部作品，而且也觉得三部曲都很棒。所以我觉得还是就保持着这个好印象吧。”
新加入的演员包括伊恩·麦柯肖恩和佩内洛普·克鲁兹，两人分别扮演电影中的大反派，恶名昭彰的海盗黑胡子和他的女儿安吉丽卡，后者也是杰克·斯派罗以前的恋人。据马歇尔所说，选中麦柯肖恩是因为“他能演出一种邪恶背后总是很有幽默感”的效果，这位男演员也因能够与马歇尔合作，并且剧本“非常风趣迷人”而同意出演。该角色的胡子需要一个半小时才能装好，麦柯肖恩很喜欢角色的戏服，因为“全是黑色真皮，真像个骑摩托车的海盗”。马歇尔称克鲁兹是该角色的唯一人选，因为她符合人物的标准：“这个女演员不但要能和约翰尼·德普旗鼓相当，而且在某种程度上还需要拥有杰克所有的特点。她需要既风趣又聪明，既狡猾又美丽。”克鲁兹当时需要参演《華麗年代》，她后来花了两个月的时间学习击剑。电影拍摄期间，克鲁兹发现自己已经怀有身孕，服装设计部门于是重新设计了她的服装，令之更具弹性，制片人还请来她的妹妹莫妮卡·克鲁兹（Mónica Cruz）代替姐姐出演一些略有风险的镜头。德普推荐了曾在《頭號公敵》中与自己合作的斯蒂芬·格拉汉姆出演斯克朗一角，他是杰克·斯派罗的搭档，一个善于玩弄权术的海盗；德普还推荐了李查·葛瑞夫斯扮演英国国王乔治二世，德普对他在《我与长指甲》（Withnail and I）中的表演推崇备至。从学校毕业不久，只在电视上出过镜的山姆·克拉弗林获选扮演传教士菲利普，英国演员保罗·贝兹利也加入了电影的拍摄，出演一个小角色。西班牙新闻网站《国家报》报道，电影中有4名西班牙演员，分别是克鲁兹、奥斯卡·贾恩那达、阿斯特丽德·伯格斯-弗瑞斯贝和胡安·卡洛斯·弗雷斯纳迪罗（Juan Carlos Vellido）。其中贾恩那达是因在《绝命反击》（The Losers）中的表现和克鲁兹的推荐而入选的。
对扮演人鱼角色演员的选择要求女演员没有隆胸，有真实自然的乳房。对此布鲁克海默向《娱乐周刊》解释道：“我觉得18世纪的时候应该还没有隆胸这回事……所以选择一个（拥有）真实（乳房）的人来出演是很正常的。”马歇尔在一本法国杂志上看到一篇介绍西班牙/法裔女演员阿斯特丽德·伯格斯-弗瑞斯贝的文章后邀请这颗冉冉升起的新星出演西瑞娜一角。伯格斯-弗瑞斯贝之后为出演这个角色而接受了英语、游泳和呼吸控制训练。包括澳大利亚超模吉瑪·沃德在内的其他多位人鱼扮演者因拥有“充满异国情调的身姿、一种超凡脱俗的感性认知，但在这些表层以下，也有着致命的杀伤力”而获选，据马歇尔表示，她们也需要接受游泳训练，学习蝶泳和交替蛙式蹬腿的动作。

### 拍摄
电影的主体拍摄工作于2010年6月14日在夏威夷展开，2010年8月转战加利福尼亚州，主要是在长滩的海滨进行，而白浪湾原计划在夏威夷的海泉湾（Halona Cove）拍摄，但由于有巨浪作梗，最后改在环球影业的外景场地完成。剧组还在波多黎各圣胡安的帕洛米洛斯島和圣克里斯托瓦尔堡（Castillo de San Cristóbal）进行了短暂的摄制工作，再于9月到达英国继续拍摄直至11月18日结束，整个主体拍摄周期共106天。英国的外景地点包括伦敦的漢普敦宮，肯特郡的诺尔大宅（Knole House）以及格林尼治的旧皇家海军学院（Old Royal Naval College）。内景则是在伦敦的松林制片厂（Pinewood Studios）摄制，并且还在摄影棚旁边建造了18世纪伦敦街道的复制品。制片人还曾考虑到新奥尔良取景。10月，一位名人冒仿者身穿杰克·斯派罗船长的戏服走进了旧皇家海军学院的拍摄场地，影响了现场的保安工作。
由于《加勒比海盗2：聚魂棺》和《加勒比海盗3：世界的尽头》的同时拍摄一共花费了超过3亿美元成本，迪士尼决定降低本片的摄制预算。为了节省成本，电影的主要制作改在夏威夷和伦敦进行，因为这些地方的税收政策更为优惠，同时与《加勒比海盗3：世界的尽头》相比，本片的拍摄周期较短，特效镜头也较少。据布鲁克海默表示，“我们只有22个礼拜的时间，对于这样一部有近1200个视觉特技镜头的电影来说，通常都需要40个星期”，这样紧的档期意味着马歇尔在拍摄的同时就要开始督导剪辑工作。
杰瑞·布鲁克海默表示，决定用3D方式拍摄主要是为了“让电影摄制得更身临其境；我觉得这可以让你真的成为镜头的一部分，因为你已经走进了银幕之中。”他还形容本片是第一部通过3D方式拍摄的外景电影，因为《阿凡达》大部分都是在摄影棚内摄制的。起初马歇尔对3D没什么兴趣，但最终他也觉得这样的拍摄方式可以对本片产生正面影响：“你（本来只）是在观看他人历险，但有了3D体验，你就亲自参与了历险。”对此最初的拍摄方案是在后期制作时增加3D效果，但最后主创人员还是决定直接使用3D摄影机进行数字方式拍摄。只有一个桥段是用传统摄影机拍摄的，之后再进行3D转制。剧组使用的正是詹姆斯·卡梅隆为拍摄《阿凡达》所开发摄影机的改进版本，镜头的尺寸更为紧凑，可以更方便、快捷地移动，这也意味着摄影机可以带进像夏威夷丛林这样的外景地进行工作。
片中的“复仇女王安妮号”是在“日落号”（Sunset）上建成的，这艘船还在前作中用来充当“黑珍珠号”。2010年2月，日落号从长滩出发到达夏威夷的一间造船厂进行改造，需要让这艘船先后经过3部电影中气势磅礴的演绎后仍然不至于影响其实际的耐波性。鉴于黑胡子将是系列电影中出现过最卑鄙的海盗，因此复仇女王安妮号也需要有一个不祥的外观，船帆染成了血红色，船上有各种与火有关的装饰元素，内部装饰也是基于骷髅和骨骼的风格。船上还增加了多处炮火的“伤痕”，显示“不但黑胡子已命不长久，他的船也即将沉没”。船上的傀儡也从黑胡子的海盜旗汲取了灵感。巴博沙所乘的英国皇家海军“普罗旺斯号”（HMS Providence）实际上是英国皇家海军“惊异号”（HMS Surprise）的仿制品，由于后者无法远航至夏威夷，因此电影中所有普罗旺斯号船上的镜头都是在长滩海岸拍摄的。青春之泉的设计先后考虑过超过50种方案，最后选中的是喷泉由一座古代文明建成的寺庙包围，喷泉本色是一个圆形的岩石结构，代表着“生命的圆圈”。前往喷泉的路途是在夏威夷的考艾岛和歐胡島取景，而喷泉则是松林制片厂的007片场系统建造。

### 特效
《加勒比海盗4：惊涛怪浪》中包含1112个電腦繪圖镜头，一共由10家视觉效果公司制作完成。公司的视觉效果总监西蒙·斯坦利-克兰普（Simon Stanley-Clamp）称最难处理的就是效果：“转描机技术很棘手，清理工作量是正常情况下的两倍”等。工业光魔公司和动态图像公司各制作了超过个特技镜头，其中前者主要负责人鱼和大部分与水相关的特效，后者制作了数字化的船只和外部环境的扩展镜头，如天气变化、悬崖和瀑布的设计等。人鱼镜头的拍摄动用了位模特儿或女演员，位花样游泳运动员和一组特技女演员，其中前者主要拍摄水面镜头，后两者则穿有可以进行动作捕捉的服装，之后再用数字制作的人鱼替换，人鱼的尸体则是由石膏模型充当。对人鱼形象的设计力图避免受传统绘画和文学作品的影响，而是描绘出具鳞片感的躯体，带有从水母中汲取灵感的半透明薄膜，采用的面料则与芭蕾舞短裙类似。为了让人鱼在水下的形象更险恶，女演员在拍摄水下镜头时面部有一些数字触控调节装置，可以增加锋利的牙齿，并在皮肤上加上鱼鳞闪光的效果。工业光魔公司还制作了黑胡子死亡的特效镜头，伊恩·麦柯肖恩的实际表演由数字替身覆盖，形成“血液和服装都在沸腾”的效果，且制作了一个类似飓风形成的镜头来代表“青春之泉的水夺走他的生命”。制作了世纪伦敦的镜头和巴博沙的假腿，好莱坞公司负责纠错和一些次要镜头，而则负责接景。
| 評論得分 | 評論得分  |
| 來源     | 評分      |
| -------- | --------- |
| [ 68 ]   | 3.5/5颗星 |
| [ 69 ]   | 4/5颗星   |
| [ 70 ]   | 1/5颗星   |
| [ 71 ]   | 3/5颗星   |
| [ 72 ]   | 2/5颗星   |
| [ 73 ]   | 5/10颗星  |

### 音乐
电影的配乐由漢斯·季默作曲，他是这一系列第二和第三部作品的主要作曲家，也有参与首部作品的音乐创作。季默表示他试图在音乐中增加摇滚乐的效果，因为他觉得“海盗就是很多很多年前的摇滚明星”，他还在片中增加了西班牙元素，并因此与墨西哥吉他演奏组合罗德里戈和加布里埃拉（Rodrigo y Gabriela）和佩内洛普·克鲁兹的弟弟爱德华多（Eduardo）合作，后者创作了片中的一首探戈舞曲。美国作曲家埃里克·惠特克（Eric Whitacre）贡献了多个基于唱诗班的曲段，多次与季默合作的吉奥夫·赞里（Geoff Zanelli）也参与了电影的作曲工作。
电影的原声带于2011年5月17日发行，其中包含18首曲目，全长77分35秒，获得的评价褒贬不一。
曲目列表：
| 曲序 | 曲目 | 作曲                                     | 时长 |
| ---- | ---- | ---------------------------------------- | ---- |
| 1.   |      | 汉斯·季默                                | 1:42 |
| 2.   |      | 季默、爱德华多·克鲁兹、金特罗·桑切斯（Quintero Sánchez） | 4:17 |
| 3.   |      | 季默                                     | 2:48 |
| 4.   |      | 桑切斯、季默                             | 3:55 |
| 5.   |      | 季默、埃里克·惠特克                      | 8:05 |
| 6.   |      | 桑切斯、季默                             | 5:48 |
| 7.   |      | 季默                                     | 3:06 |
| 8.   |      | 季默                                     | 5:05 |
| 9.   |      | 桑切斯、季默                             | 5:33 |
| 10.  |      | 季默、惠特克、吉奥夫·赞里                | 2:44 |
| 11.  |      | 季默                                     | 1:59 |
| 12.  |      | 季默                                     | 2:45 |
| 13.  |      | 季默、克鲁兹、桑切斯                     | 3:08 |
| 14.  |      | 桑切斯、季默                             | 6:26 |
| 15.  |      | 季默                                     | 5:26 |
| 16.  |      | 桑切斯、季默                             | 3:32 |
| 17.  |      | 季默                                     | 5:28 |
| 18.  |      | 桑切斯、季默                             | 5:49 |

## 发行

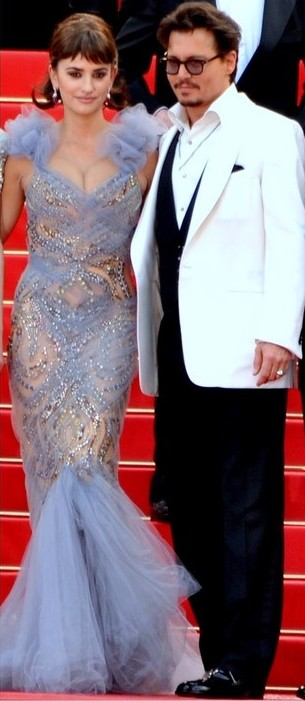
佩内洛普·克鲁兹和约翰尼·德普在第64届戛纳电影节上为影片作宣传

继哥倫比亞電影公司宣布推迟《蜘蛛侠》重启作品发行时间和派拉蒙電影公司宣布《雷神》将于2011年5月6日上映后，迪士尼于2010年1月6日宣布本片将于2011年5月20日在美国和加拿大上映。影片通过IMAX 3D、IMAX和传统2D标准进行放映，采用杜比7.1声道环绕立体声。本片还是第一部在墨西哥和在西半球的4DX影院放映的电影，其中包括有闪光灯、座位倾斜、刮风、烟雾和气味的特殊效果。不过只有部分电影院独家提供。
2011年5月7日，本片在位于加利福尼亚州阿纳海姆的迪士尼樂園举行了首映式，这里正是引发该系列电影的加勒比海盗主题公园景点所在地，主演电影的多位明星均有出席。之后还举行了两次早期试映，一次于5月11日在莫斯科展开，另一次则于5月14日在戛纳电影节上进行。电影在世界各国的开映日期是5月18至20日，其中英国为5月18日，澳大利亚为5月19日，北美是5月20日。
影片一共在402张IMAX银幕上放映，这在当时也创下了新的纪录，其中257张在北美洲，139张在其它地区，总计在北美的4155家电影院上映，全世界的18210家电影院上映。

### 促销
迪士尼的营销总监M·T·卡尼（M. T. Carney）表示，电影的广告活动旨在“提醒人们为什么他们一开始会喜欢杰克·斯派罗，并且以一种高雅的方式引入新的元素”。索尼影視娛樂前市场总监瓦莱丽·凡·加尔德（Valerie Van Galder）获聘担任顾问。电影的第一个片段出现在2010年12月4日的电视节目《娱乐今宵》（Entertainment Tonight）上。影片先后发行了三段预告片，一部为3D版本，于12月和《創：光速戰記》一起发映，并在电视台播出；另一部于2011年2月在第四十五届超级碗广告中播出，之后再以加长版形式在线上发布；最后一段预告片于3月发布，与之前的预告片和广告相比，这一预告片包含更多剧情内容。
电影中的置入性行销包括乐高加勒比海盗系列玩具和一个相关的电子游戏，一个由威訊無線设计的手机应用，一个特别版的爆米花零食，还有由开发的指甲油产品线，（意译为“热门主题”）的服装和施华洛世奇的珠宝。国际推出了电影中西班牙銀圓的复制品和一些金币，用来在一家剧院进行抽奖活动。在迪士尼加州冒險樂園，《缤纷世界》（World of Color）演出的《加勒比海盗》部分有所延长，其中包括了本片中的一些视频和音乐片段。

### 家用媒体
华特迪士尼影业家庭娱乐（Walt Disney Studios Home Entertainment）于2011年9月12日在英国发行了本片的藍光光碟和DVD，两者立即就成为了各自领域的销量冠军并保持了两个星期。2011年12月6日，影片面向美国和加拿大发行了高清家用格式，一共有3种不同的套装可供选择，一种两碟装（一张蓝光，一张DVD），一种五碟装（两张蓝光，一张蓝光，一张，一张数字副本），还有一种是包括了全部4部加勒比海盗系列电影的15碟珍藏版套装。此外影片还提供了高清和格式在线下载。而普通DVD的版本则于12月6日发行。
蓝光光碟发行后，第一星期就售出万份，收入万美元，登上该周蓝光影碟销售榜冠军位置。但考虑到其发行比蓝光推迟了一个月之久，导致影迷缺少选择只能购买蓝光，这样的成绩难免偏颇。个星期后，电影的蓝光影碟一共售出了万套，收入万美元，而DVD销售截止年月日也超过了万套，收入超过万美元。

## 迴響

### 票房
《加勒比海盗4：惊涛怪浪》在北美收入亿万美元票房，其他国家8亿零280万美元，总计亿万美元，是2011年的世界电影票房季军（仅次于《哈利·波特与死亡圣器（下）》和《變形金剛3》），也是加勒比海盗系列电影中第二卖座的作品。截止2019年7月，影片仍然可以在世界电影历史票房总榜上名列第31位，也可以在华特迪士尼电影公司发行过的所有电影中排到第17位。电影在世界各国上映首周的票房总和达到3.5亿美元，超过《加勒比海盗3：世界的尽头》创下的本系列3.44亿美元的纪录，并且可以在历史上所有电影的同一项目成绩中排到第20位。影片还创下了IMAX院线全球上映首周收入万美元的纪录，不过这个纪录不久就被《變形金剛3》打破。
电影分别用10、12和16天达到了5亿、6亿和7亿美元的全球票房，这都刷新了以最快速度达到这一目标的纪录。不过其中5亿的纪录被《变形金刚3》超越，另外两个也被同年的《哈利·波特与死亡圣器（下）》超越。在电影院上遇46天后（年7月2日），本片成为历史上第8部，也是华特迪士尼公司发行的第4位票房超过10亿美元的电影，并创下迪士尼公司出口电影中以最快速度达到这一目标的新纪录（这项纪录保持了近一年后被《復仇者聯盟》超越），这个速度当时也可以在所有电影中排到第5位。

#### 北美
《加勒比海盗4：惊涛怪浪》于星期四午夜场开始在北美家电影院放映，该午夜场共计收入万美元，首映当天一共收入万零美元。影片上映首周进账万美元，登上周票房榜冠军宝座，但与两部前作《加勒比海盗3：世界的尽头》（亿）和《加勒比海盗2：聚魂棺》（亿）相比均有不及，也比不上之前一年约翰尼·德普主演的《魔境夢遊》（亿）。其中3D放映的收入仅占首周票房的。电影放映于2011年9月29日结束，共计收入为亿万美元，可以在年的电影票房排列榜上名列第5位，是加勒比海盗系列中收益最少的作品。不过，影片也以亿美元的成绩，名列年5月的北美票房榜首位。

#### 北美以外地区
截止2019年7月，《加勒比海盗4：惊涛怪浪》仍然可以在北美以外国家电影总票房排行榜上名列第19位，在所有迪士尼公司出品电影中则名列第8位，是2011年的北美以外国家电影总票房冠军，也是加勒比海盗系列电影在这些国家总票房最高的一部。并且是至少58个国家和地区最卖座的一部加勒比海盗系列电影。
2011年5月18日（星期三），影片开始在10个国家和地区上映，这一天一共收入了万美元，次日上映国家和地区又增加了37个，共计收入万美元，将总票房提高到万美元，到了星期五，上映国家数量进一步扩张，收入达到万美元，3天共计万美元。电影前5天一共在超过个国家和地区的约张银幕上发映，创下了收入2.6亿美元的新纪录，并且在这多个国家和地区都登上了票房榜冠军的位置。不过，这个纪录之后不久就被《哈利·波特与死亡圣器（下）》打破。这些国家和地区首周3D放映的收入占总收入的，远远超过在北美的表现。影片第一周在俄罗斯和独联体国家收入了万美元（包括预映），是除北美外所有国家中最高的。中华人民共和国以万美元的成绩紧随其后，收入万美元的德国名列第3位。虽然有来自《宿醉2》、《功夫熊猫2》和《X战警：第一战》的竞争，但影片还是成功霸占海外国家票房冠军位置3个星期。影片以7、11、14天的速度分别在海外市场达到3亿、4亿和5亿美元的目标，创下新的纪录，这个纪录之后也被《哈利·波特与死亡圣器（下）》超越。
《加勒比海盗4：惊涛怪浪》创下了俄罗斯（包括独联体国家）和瑞典的上映首日票房新纪录，之后还分别在拉丁美洲、中东、俄罗斯、挪威、乌克兰和土耳其创下了首周票房新纪录，其中俄罗斯（2675万3256美元）、乌克兰（215万4010美元）的纪录截止2013年9月11日仍然保持。除北美外，影片在日本获得的收益最高，达1.089亿美元，其次是收入7180万美元的中华人民共和国，接下来是俄罗斯和独联体国家（6366万1354美元）。此外，本片也是2011年俄罗斯和独联体国家、澳大利亚、乌克兰、希腊、葡萄牙和安哥拉、南非、罗马尼亚、保加利亚、埃及、爱沙尼亚和拉脱维亚的年度票房冠军。

### 专业评价
《加勒比海盗4：惊涛怪浪》所获得的专业评价以负面为主。根据烂蕃茄上收集的278篇评论文章，其中只有85篇给出了“新鲜”的正面评价，“新鲜度”为33%，平均得分5（最高为10）。网站的共识评价写道：“和以往的续集相比，本作更短小精悍，但这个“海盗”还是有着脱节的故事情节、嘈杂的动作桥段和永无休止的攻势。”。而从上收集的39份评价来看，其中11篇给出好评，7篇差评，21篇褒贬不一，加權平均數为45（最高100）。（意译为“电影评分”）针对影迷进行的一次调查结果显示电影获得了的评级（最高为A+，最低为F）。
罗杰·埃伯特给予影片两星的评价（最高四星），认为以佩内洛普·克鲁兹代替凯拉·奈特利和奥兰多·布鲁姆虽然有正面的效果，但在他看来总体上还是“太大同小异了”。《底特律新闻》（The Detroit News）的汤姆·隆（Tom Long）给予本片的评价，称杰克·斯派罗的受欢迎程度已经耗尽。虽然影片在剧情上更流畅，但“这部电影还是太荒谬了”。他认为从一系列根据一个主题公园景点改编的电影来说，《加勒比海盗4：惊涛怪浪》作为其第4部作品的表现正如所预料的那样，充满了大量的噪音，大把的特技和彻头彻尾的愚蠢内容。英国影评人马克·克默德（Mark Kermode）在自己的节目上给予本片彻底的负面评价，称“这不是什么第三方的惊人误判，因为这什么都不是，这就是一大片虚无，在身为第三方的我看来，这就什么都不是”。
与之前的作品一样，本片也受到了剧情欠连贯和混乱的批评。《亚利桑那共和》（The Arizona Republic）影评人比尔·古迪库恩兹（Bill Goodykoontz）给电影的评分为2（最高为5），称“这部电影就是把一系列杂乱无章的内容扔到一块，希望他们会自己拼凑成一个连贯的故事，（但）这样的事情从来都没发生过”。在线影评人詹姆斯·伯拉迪尼（James Berardinelli）认为影片的剧本比一根晃来晃去的晾衣绳强不了多少，《今日美國》的克劳迪娅·普格（Claudia Puig）觉得这是一部“熟悉且可预料”的电影，情节“经常脱节并且堆砌了大量毫无意义的细节”。
《时代花絮报》（The Times-Picayune）的麦克·斯科特（Mike Scott）认为本片与首部作品相比虽然有所不久，但已经足以弥补第三部电影中的大部分愚蠢的失误。影音俱樂部的塔莎·罗宾逊（Tasha Robinson）形容本片在“设计和必要性上比之前的电影的规模要小”，觉得“这个系列需要这样的精简”，因为对电影来说，“轻巧总好过臃肿”。
当然，影片也有获得较为正面的评价，一些影评人认为本片制作精良，并且很有娱乐性。理查德·罗伯（Richard Roeper）给予B+的评级，形容这是“自首部后最有趣的一部作品”，他称电影的故事情节“纯粹是动画片，比另外几部续集易懂多了”，最终的总结认为“这个系列已经开始让人厌倦，但佩内洛普为其注入了新的能量”。《华盛顿邮报》的安·霍纳迪（Ann Hornaday）也有同样的看法，并给予影片三星的评价（最高四星），称赞影片给人带来了“新鲜和振奋的感觉”。她称赞马歇尔“迅速且有条不紊地提供了连串的动作戏，表现出令人瞠目的逃避主义思想”，还表扬了德普、克鲁兹和麦柯肖恩的表演。《荷里活報道》的雷·贝内特（Ray Bennett）对佩内洛普·克鲁兹的角色表示欢迎，称她“带来了她获奥斯卡金像奖的活力”，还与德普间有着“生动的性张力”，并认为马歇尔“在所有常见的追逐和斗剑戏码上表现出了不起的天赋，而且对3D的处理也很出色”。《环球邮报》的里克·葛瑞恩（Rick Groen）认为部分动作场面仍有些杂乱，但对总体效果感到满意，他称麦柯肖恩是个“令人耳目一新的恶棍”，他那“宏亮的音调在任何地方都能受到欢迎”。《综艺》的安德鲁·巴克（Andrew Barker）认为电影还算可以接受，其中有些原创性，但还没有多大意义。他称赞了杰弗里·拉什的表现，称他不但演绎了最好笑的台词和镜头，而且也开始表现出原本只属于德普的那种流氓般的魅力。

### 荣誉
《加勒比海盗4：惊涛怪浪》获得了4项青少年选择奖提名，分别是科幻/奇幻类电影、科幻/奇幻类男演员、科幻/奇幻类女演员和电影恶棍。电影的预告片和电视广告获得了金拖车奖（Golden Trailer Awards）提名。山姆·克拉弗林获得了帝国奖最佳男新人奖提名，约翰尼·德普还获得了尼克频道儿童选择奖最受欢迎男演员奖提名，而汉斯·季默得到了美国作曲家、作家和发行商协会的肯定。

## 续集
2013年1月4日，迪士尼宣布《加勒比海盗5》将于2015年7月10日上映。5月29日，公司宣布《孤筏重洋》的两位导演乔阿吉姆·罗恩尼（Joachim Rønning）和艾斯彭·山德伯格（Espen Sandberg）将出任这部续集的导演。8月22日，据称第5部电影的片名为《加勒比海盗5：死无对证》（Pirates of the Caribbean: Dead Men Tell No Tales）；9月10日，迪士尼将影片的上映日期推迟，预计在2016年夏发行。於2016年又宣布延期至2017年7月7日於美國上映，最終美國檔期訂於2017年5月26日。

## 備註
1. ↑  對於該片的預算還有很多種說法，《綜藝》雜誌於2011年報導為1.5亿美元[3]，《洛杉磯時報》於2010年報導為2亿美元[4]，而Box Office Mojo的資料為2.5亿美元[1]。此處採用《富比世》雜誌於2014年的報導，為較新的資料。